# 美杉町太郎生
美杉町太郎生（みすぎちょうたろお、みすぎちょうたろう）は、三重県津市の町。

## 地理
津市の南西部、美杉地域（旧美杉村）の西端に位置する。地区の中央を名張川が北流し、これに沿って国道368号が通っている。東部を大洞山地、西縁を室生火山群にはさまれ、四方を山に囲まれた地形をしている。河谷の河岸段丘上に集落が展開する。このため、津市街よりも体感温度は数度低くなる。美杉地域の他地区は雲出川水系に属するが、美杉町太郎生を流れる名張川は淀川水系に属する。地理的に孤立しているため、美杉村時代には名張市への分村合併も検討された。歴史的にも美杉地域の他地区は伊勢国であったが、太郎生は中世の末まで伊賀国で、近世から伊勢国に属した。
- 山岳
  - 大洞山地：大洞山（985 m）、尼ヶ岳（957 m）[6]
  - 室生火山群：倶留尊山（1037.6 m）、国見山（883 m）[6]
- 河川：名張川、日神川（ひかわがわ）
- 高原：池の平高原（いけのひらこうげん、標高約600 m）[13]

東で美杉町八知、北で伊賀市高尾および名張市上長瀬、西で名張市布生および奈良県宇陀郡曽爾村伊賀見・太良路、南で宇陀郡御杖村神末および津市美杉町三多気に隣接する。津市の一部であるものの自動車で太郎生と津市の他地域を往来するには奈良県を通過しなければならない。そのため、津市に属しながら、人的・経済的な流れの面では、名張市や奈良県、大阪府との関係が強く関西志向である。
太郎生地区の内部は上流（南）から順に上太郎生・中太郎生・下太郎生の3つに大分され、その下に87の小字がある。

## 歴史

### 安土桃山時代まで
太郎生に相当する地域は中世の末期まで伊賀国名張郡に属し、伊勢神宮の神領であった。神宮領の四至を示した「伊賀国夏見郷刀禰解案」（『光明寺文書』）の承平4年12月19日（ユリウス暦：935年1月26日）の条に「太良牟」として登場し、伊勢神宮領の端であったことが分かる。『神鳳鈔』によれば、近隣の六箇山（むこやま）も含めて神宮領で、箕や藤づる、三節祭（神嘗祭と月次祭）のための柾目のヒノキ、苧麻布、紙を納める役目を担った。付近に東大寺領や興福寺領が迫っていたため、たびたび境界争いが発生していた。平安時代の末期には平頼盛の所領となり、平家の滅亡後も残存勢力が城郭を築き源氏方と激しい戦闘を繰り返し、元久元年5月（ユリウス暦：1204年5月 - 6月）に敗退した。また平維盛の子・平高清（平六代君）が落ち延びてきたという平家の落人伝説が残る。平家勢力がこの地を去った後、元の神宮領に復帰した。小字日神（ひかわ）には平六代君の墓とされる五輪塔を含む鎌倉時代末期から室町時代初期に作られた日神石仏群が残されている。
延元3年（1338年）に北畠顕能が伊勢国の国司に任じられ、北畠家が一志郡以南を所領として以降、北畠家の所領となった。天正2年（1574年）に織田信雄（北畠具豊）の、天正12年（1584年）に豊臣秀吉の所領となるが秀吉は直接統治せず、織田信包・富田信高が統治した。天正10年6月（ユリウス暦/グレゴリオ暦：1582年6月 - 7月）の北畠家の家臣帳に「一志郡多罷尾住大嶋今井助之進」（「罷」は「羅」の誤記）の文字があり、この頃には伊勢国一志郡に所属していたことが窺える。

### 近世から近代
近世には伊勢国一志郡に属し、太郎生村として津藩の配下にあった。村高は『文禄3年高帳』と『元禄郷帳』では520石台であったが、『天保郷帳』では1,087石余に増え、『旧高旧領取調帳』では912石余に減っている。特産品には炭と茶があり、後者は少なくとも元禄年間（1688年 - 1704年）には栽培を行っており、伊賀国や大坂方面へ出荷していた。近隣との関係では大和国曽爾と山論が発生、明治に至るまで解決を見なかった。慶応4年（1872年）から明治3年（1870年）までは東海道関宿の助郷を務めた。
明治4年（1871年）の廃藩置県では度会県に属し、大区小区制下では第5大区小8ノ区に割り当てられた。1874年（明治7年）7月に戸長が置かれることになると太郎生村は川口村（現・津市白山町川口）の第15区事務所の管轄下に入った。1874年（明治8年）2月10日、中垣内と下垣内の須賀神社参籠所を増築し、84人の児童をもって太郎生小学校が開校した。1875年（明治9年）に度会県が三重県に編入されたことで三重県の所属となった。同年の伊勢暴動では土地鑑定人宅など8戸が焼失した。続いて1878年（明治11年）3月10日に竹原村（現・津市美杉町竹原）の第11連区竹原組役所に所属、翌1879年（明治12年）2月5日に独立した太郎生村戸長役場となるが、1884年（明治17年）10月24日に石名原村（現・津市美杉町石名原）の石名原村戸長役場の所属となり、1889年（明治22年）4月の町村制施行時に名実ともに独立した太郎生村となった。同年に太郎生村駐在所が開設された。
1909年（明治42年）3月21日に太郎生郵便局が開局した。1912年（明治45年）4月には太郎生小学校飯垣内分校が非公認ながら開校し、1917年（大正6年）まで3年生以下の児童が通学した。1922年（大正11年）に電灯が灯り（津電灯）、1933年（昭和8年）10月6日に5人が契約して電話が開通した。

#### 太郎生村歴代村長
『美杉村史』による。
| 代 | 村長       | 就任       | 退任       |
| -- | ---------- | ---------- | ---------- |
| 1  | 中井泰三   | 1889年5月  | 1897年2月  |
| 2  | 日置平次郎 | 1897年2月  | 1904年9月  |
| 3  | 奥井孝夫   | 1904年11月 | 1911年8月  |
| 4  | 鈴木乙二郎 | 1911年9月  | 1911年10月 |
| 5  | 奥井孝夫   | 1911年10月 | 1913年6月  |
| 6  | 日置重太郎 | 1913年7月  | 1921年12月 |
| 7  | 奥井孝夫   | 1922年2月  | 1934年2月  |
| 8  | 小竹与一郎 | 1934年2月  | 1943年2月  |
| 9  | 中林英一   | 1943年3月  | 1946年11月 |
| 10 | 森実雄     | 1947年2月  | 1947年4月  |
| 11 | 宇田政一   | 1947年4月  | 1948年1月  |
| 12 | 日置広平   | 1948年3月  | 1955年3月  |

### 現代
1947年（昭和22年）5月10日、学制改革により太郎生村立太郎生中学校が太郎生小学校の校舎を利用して開校し、授業を開始した。開校時の生徒数は120人であった。1948年（昭和23年）時点の太郎生村の主要農産物は生産量順にダイコン、サツマイモ、カボチャ、ナス、キュウリ、ハクサイであった。林産では木材、薪炭、杉皮などを産し、日神わさびやアユなどの特産品もあった。1950年（昭和25年）4月1日に2階建ての新校舎が完成し、太郎生中学校はそこへ移転した。
昭和の大合併においては、名張市との合併を望む声が下太郎生を中心に多くあったものの、三重県が示した5村合併案を受けて八幡村・伊勢地村との合併を組長懇談会で全会一致で決定した。また八幡村・奈良県御杖村との3村合併を望む村民も多かったが、御杖村長の反対で実現しなかった。その後県は7村合併案（後の美杉村）を提示し、八幡村・伊勢地村との合併で一致した太郎生村民は反発したが、伊勢地村が7村合併を希望したことや、太郎生村役場が村民の説得工作を行ったことで、7村合併が実現し美杉村の1大字となった。実際のところ太郎生村民の最大の関心事は、合併相手よりも村有財産の帰属・分配であったという。
太郎生中学校は1976年（昭和51年）に美杉村内の中学校を1校に統合することになったため、3月25日に廃校式を執り行い、3月31日に閉校した。閉校までに1,512人の卒業生を送り出した。閉校した中学校舎は改造の上、同年9月から太郎生小学校校舎に転用された。1995年（平成7年）5月、休耕田を整備して城山クラインガルテンが開業した。太郎生小学校は2010年（平成22年）3月に美杉小学校へ統合されて閉校したが、2011年（平成23年）7月から9月に相次いで襲来した台風の影響で美杉小学校の裏山にずれが発見されたため、仮校舎として太郎生小学校が10月17日から使われることになった。対策工事や立ち入り禁止区域の設定などの対策を施して2012年（平成24年）3月16日の卒業式は元の美杉小学校で挙行されることになった。

#### 分村合併運動（2003-2004）
太郎生地区は北に接する名張市と生活圏を同じくしていたため、美杉村が津市などとの合併を目指して津地区合併協議会に加盟すると、「太郎生の明日を考える会」が名張市との合併を目指して署名運動を開始、2003年（平成15年）5月に当時の太郎生地区の16歳以上の住民の8割程度に相当する896人分の署名を集め、6月9日に村長と村議会議長へ提出した。美杉村議会は6月16日に分村の請願を賛成2、反対9で不採択とした。これに対し考える会のメンバーは分村合併を行うように指導を求めて7月28日に三重県知事宛に要望書を提出、8月12日には津地区合併協議会へ合併対象から太郎生地区を除外することを求める要望書を提出した。村は10月17日に市町村合併に係る太郎生地区懇談会を開催し、約200人が詰めかけ深夜まで議論は続いた。この時村側は「美杉は一つ」を掲げ対話姿勢を示さなかったため、名張市との合併を望む住民は怒りをあらわにした。
2004年（平成16年）3月18日に考える会は名張市との合併協議会の設置を求める請求書を村長に提出、同時に考える会を支援する名張市側の「明日の郷土を考える会」も名張市長へ太郎生地区との合併を求める提言書を提出した。4月20日、元三重県議会議員らが発起人となって「太郎生との合併を推める名張市民の会」を設立、4月23日には考える会が太郎生地区と名張市の合併協議会設立を求め、1,722人分の署名を添えて直接請求を行った。一方、太郎生地区には子供を従来通り美杉中学校へ通わせたいと願う保護者らを中心に名張市との合併に反対する住民もおり、5月26日に村長と村議会議長へ名張市と合併をしないよう要望書を提出した。この間、村長の指示で村職員が直接請求の署名に参加した村議会議員宅を訪問し、撤回するよう求めていたことが発覚している。
直接請求を受けて名張市長の亀井利克は法定合併協議会設置を市議会に付議することを6月2日に美杉村長の結城敏に回答し、事実上美杉村議会の判断を名張市議会が追認する姿勢を示した。そして6月21日に美杉村議会は名張市との合併を求めた直接請求を賛成5、反対6という僅差で否決し、翌6月22日に名張市議会も合併協議会設置案を賛成8、反対11で否決した。
名張市との合併を目指す住民ら（考える会とは別）は、あらかじめ議会で否決された時に備えて合併の可否を問う住民投票条例の制定に向けた直接請求の準備を進めており、8月16日に242人分の署名を添えて直接請求を行った。この請求は9月14日に村議会に付議され、賛成5、反対6で否決された。こうして11月8日に津地区合併協議会で合併協定書の調印式が行われ、2006年（平成18年）1月1日に新しい津市が発足した。

### 沿革
- 1889年（明治22年）4月1日 - 町村制の施行により、近世以来の太郎生村が単独で自治体を形成。大字は編成せず[17]。
- 1955年（昭和30年）3月15日 - 太郎生村が竹原村・八知村・伊勢地村・八幡村・多気村・下之川村と合併して美杉村が発足。一志郡美杉村太郎生となる。
- 2006年（平成18年）1月1日 - 美杉村が津市・久居市・安芸郡河芸町・芸濃町・美里村・安濃町・一志郡香良洲町・一志町・白山町と合併し、改めて津市が発足、同市美杉町太郎生となる。

### 地名の由来
諸説ある。旧表記には「多羅尾」、「鱈尾」、「太良牟」、「太良生」がある。
1. 近江国から移住してきた多羅尾氏（たらおし）にちなむ[17]。地元ではこの説が支持されている[17]。
2. タラノキの生える地を意味する「楤生」（たらふ）が転訛した[7]。
3. 「タロー」とは小平地を意味する言葉であり、名張川上流に開けた小平地であることに位置する[58]。

## 世帯数と人口
2025年（令和7年）3月31日現在の世帯数と人口は以下の通りである。
| 町丁         | 世帯数  | 人口  |
| ------------ | ------- | ----- |
| 美杉町太郎生 | 322世帯 | 611人 |

### 人口の変遷
1748年以降の人口の推移。なお、2010年以前は津市に合併前の推移。また、1995年以降は国勢調査による人口の推移。
| 寛延年中（1748年 - 1751年） | 1,408人 | [ 6 ]  |  |
| 1872年（明治5年）           | 1,281人 | [ 6 ]  |  |
| 1880年（明治13年）          | 1,392人 | [ 17 ] |  |
| 1889年（明治22年）          | 1,533人 | [ 17 ] |  |
| 1955年（昭和30年）          | 2,439人 | [ 17 ] |  |
| 1980年（昭和55年）          | 1,670人 | [ 13 ] |  |
| 1990年（平成2年）           | 1,587人 | [ 59 ] |  |
| 1995年（平成7年）           | 1,503人 | [ 60 ] |  |
| 2000年（平成12年）          | 1,392人 | [ 61 ] |  |
| 2005年（平成17年）          | 1,207人 | [ 62 ] |  |
| 2010年（平成22年）          | 1,001人 | [ 63 ] |  |
| 2015年（平成27年）          | 818人   | [ 64 ] |  |
| 2020年（令和2年）           | 618人   | [ 65 ] |  |

### 世帯数の変遷
1748年以降の世帯数の推移。なお、2010年以前は津市に合併前の推移。また、1995年以降は国勢調査による世帯数の推移。
| 寛延年中（1748年 - 1751年） | 264戸   | [ 6 ]  |  |
| 1872年（明治5年）           | 274戸   | [ 6 ]  |  |
| 1880年（明治13年）          | 265戸   | [ 17 ] |  |
| 1889年（明治22年）          | 301戸   | [ 17 ] |  |
| 1955年（昭和30年）          | 507世帯 | [ 17 ] |  |
| 1980年（昭和55年）          | 441世帯 | [ 13 ] |  |
| 1990年（平成2年）           | 416世帯 | [ 59 ] |  |
| 1995年（平成7年）           | 409世帯 | [ 60 ] |  |
| 2000年（平成12年）          | 405世帯 | [ 61 ] |  |
| 2005年（平成17年）          | 386世帯 | [ 62 ] |  |
| 2010年（平成22年）          | 362世帯 | [ 63 ] |  |
| 2015年（平成27年）          | 332世帯 | [ 64 ] |  |
| 2020年（令和2年）           | 322世帯 | [ 65 ] |  |

## 学区
市立小・中学校に通う場合、学区は以下の通りとなる。
| 番・番地等 | 小学校           | 中学校           |
| ---------- | ---------------- | ---------------- |
| 全域       | 津市立美杉小学校 | 津市立美杉中学校 |

美杉町太郎生にはかつて太郎生小学校・太郎生中学校が存在した。小学校は1875年（明治8年）に開校し、1912年（明治45年）には飯垣内分校を設置した。1976年（昭和51年）に太郎生中学校が閉校したためその校舎を改造して小学校とした。2010年（平成22年）に太郎生小学校は閉校となり太郎生から小学校が消滅したが、統合先の美杉小学校の裏山で斜面のずれが発見されたため、2011年（平成23年）に一時的に美杉小の仮校舎として利用された。中学校は学制改革により1947年（昭和22年）に太郎生小学校を借用して開校し、1950年（昭和25年）に独立校舎へ移転、1976年（昭和51年）に閉校した。

## 経済
2015年（平成27年）の国勢調査による15歳以上の就業者数は412人で、産業別では多い順に製造業（107人・26.0%）、医療・福祉（87人・21.1%）、建設業（50人・12.1%）、卸売業・小売業（44人・10.7%）、農業・林業（26人・6.3%）となっている。多くの労働者は名張市や奈良、大阪方面へ通勤している。
2014年（平成26年）の経済センサスによると、美杉町太郎生の全事業所数は46事業所、従業者数は172人である。具体的には建設業と小売業が各11、サービス業（他に分類されないもの）が8、製造業が5、生活関連サービス業が3、宿泊業・飲食サービス業と地方公務が各2、農業、教育・学習支援業、社会保険・社会福祉・介護事業、郵便局が各1事業所となっている。全46事業所のうち35事業所が従業員4人以下の小規模事業所である。1980年代には縫製や電気部品組立の工場進出が盛んで、倶留尊山への登山の拠点として旅館や民宿、ロッジが立地していた。2010年代に現存する工場は繊維2事業所、木材・木製品2事業所、飲料・たばこ・飼料製造1事業所で、宿泊施設は閉業した旅館を地域住民の手で再生した「たろっと三国屋」がある。
2015年（平成27年）の農林業センサスによると美杉町太郎生の農林業経営体数は53経営体、農家数は112戸（うち販売農家は45戸）、耕地面積は田が69 ha、畑が41 ha、樹園地が3 haである。太郎生は美杉地域で耕地面積、水田面積、畑面積がいずれも最大で、農家率・林家率も最高である。池の平高原での高原野菜の栽培が盛んで主に大阪方面などに出荷され、倶留尊山の湧水で地域ブランド米「湧水米」の栽培も行っている。

## 交通
鉄道は通っておらず、最寄り駅のJR名松線伊勢奥津駅からはバスで約20分、近鉄大阪線名張駅からはバスで約50分かかる。

### バス
太郎生に乗合自動車（バス）が開通したのは1920年（大正9年）のことで、名張との間を結んでいた。2018年（平成30年）現在、美杉町太郎生には三重交通と津市コミュニティバス (美杉地域)が乗り入れており、飯垣内・F猿子・下太郎生・F下登・F上登・F太郎生殿・太郎生殿橋・F寺垣内・Ｆ萩原・F瑞穂・太郎生学校前・F南出口・中太郎生・西垣内・F東出・上太郎生の16のバス停がある（Fはフリー）。
- 三重交通（伊賀営業所管内）
  - ■31系統 名張駅前
  - ■31系統 飯垣内
  - ■31系統 敷津
  - ■31系統 奥津駅前
- 津市コミュニティバス[80]
  - ■逢坂・飼坂ルート 飯垣内
  - ■逢坂・飼坂ルート 津市家庭医療クリニック北

### 道路
- 国道368号
- 三重県道667号太郎生伊勢八知停車場線

## 施設
- 津市役所太郎生出張所
  - 津市太郎生多目的集会所
- 津市立太郎生保育園（休園中）[81]
- 津南警察署太郎生警察官駐在所
- 太郎生郵便局
- エーコープいちしみすぎ店太郎生店
- 太郎生ライスセンター
- たろっと三国屋
- 城山クラインガルテン
- 日神石仏群
- 仏閣寺
- 西法寺
- 大禅寺
- 観音寺

## その他

### 日本郵便
- 郵便番号 : 515-3536[3]（集配局：奥津郵便局[82]）。